# سويني خارا
سويني خارا هي ممثلة هندية، ولدت في 12 يوليو 1998 في الهند.

## أعمال

### أفلام
- (2006) بعد الزفاف[4]

## وصلات خارجية
- سويني خارا على موقع IMDb (الإنجليزية)
- سويني خارا على موقع قاعدة بيانات الأفلام العربية
- سويني خارا على موقع ألو سيني (الفرنسية)
- سويني خارا على موقع أول موفي (الإنجليزية)
- سويني خارا على موقع قاعدة بيانات الأفلام السويدية (السويدية)
- سويني خارا على موقع قاعدة بيانات الفيلم (الإنجليزية)
- سويني خارا على موقع كينوبويسك (الروسية)